# غيروكسفيل (ألبرتا)

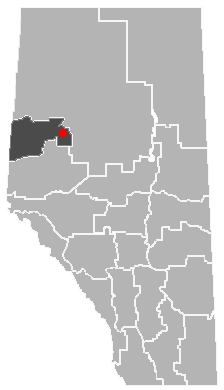
موقع غيروكسفيل

غيروكسفيل (بالإنجليزية: Girouxville)‏ هي قرية تقع في كندا في ألبرتا. يقدر عدد سكانها بـ 266 نسمة وترتفع عن سطح البحر 570 متر.